# Copris punjabensis
Copris punjabensis är en skalbaggsart som beskrevs av Gillet 1921. Copris punjabensis ingår i släktet Copris och familjen bladhorningar. Inga underarter finns listade i Catalogue of Life.